# Kärrnästsvamp
Kärrnästsvamp (Mycocalia sphagneti) är en svampart som beskrevs av J.T. Palmer 1963. Enligt Catalogue of Life ingår Kärrnästsvamp i släktet Mycocalia,  och familjen Agaricaceae, men enligt Dyntaxa är tillhörigheten istället släktet Mycocalia,  och familjen brödkorgsvampar. Arten är reproducerande i Sverige. Inga underarter finns listade i Catalogue of Life.